# EPrix van Miami 2025
De ePrix van Miami 2025 werd gehouden op 12 april 2025 op de Homestead-Miami Speedway. Dit was de vijfde race van het Formule E-seizoen 2024-2025. Het was de eerste keer sinds 2015 dat er een ePrix in Miami plaatsvond en de eerste keer dat het op dit circuit werd gehouden.
De race werd in eerste instantie gewonnen door Nissan-coureur Norman Nato, die vanaf pole position startte, maar hij kreeg een tijdstraf van tien seconden omdat hij niet zijn volledige attack mode had verbruikt. Hierdoor kreeg Porsche-coureur Pascal Wehrlein zijn eerste zege van het seizoen in handen. Lucas di Grassi werd voor Lola-Yamaha-ABT tweede, terwijl de andere Porsche-rijder António Félix da Costa derde werd.

## Kwalificatie

### Groepsfase
De top vier uit iedere groep kwalificeerde zich voor de knockoutfase.
Groep A
| Pos | No | Coureur                | Team               | Tijd     |
| --- | -- | ---------------------- | ------------------ | -------- |
| 1   | 13 | António Félix da Costa | Porsche            | 1:24.796 |
| 2   | 2  | Stoffel Vandoorne      | Maserati           | 1:24.836 |
| 3   | 27 | Jake Dennis            | Andretti-Porsche   | 1:24.901 |
| 4   | 3  | David Beckmann         | Cupra Kiro-Porsche | 1:24.935 |
| 5   | 48 | Edoardo Mortara        | Mahindra           | 1:24.959 |
| 6   | 16 | Sébastien Buemi        | Envision-Jaguar    | 1:24.989 |
| 7   | 9  | Mitch Evans            | Jaguar             | 1:25.047 |
| 8   | 23 | Oliver Rowland         | Nissan             | 1:25.061 |
| 9   | 51 | Nico Müller            | Andretti-Porsche   | 1:25.203 |
| 10  | 22 | Zane Maloney           | Lola-Yamaha-ABT    | 1:25.250 |
| 11  | 55 | Jake Hughes            | Maserati           | 1:25.359 |

Groep B
| Pos | No | Coureur            | Team               | Tijd     |
| --- | -- | ------------------ | ------------------ | -------- |
| 1   | 4  | Robin Frijns       | Envision-Jaguar    | 1:24.756 |
| 2   | 11 | Lucas di Grassi    | Lola-Yamaha-ABT    | 1:24.799 |
| 3   | 17 | Norman Nato        | Nissan             | 1:24.808 |
| 4   | 21 | Nyck de Vries      | Mahindra           | 1:24.832 |
| 5   | 1  | Pascal Wehrlein    | Porsche            | 1:24.859 |
| 6   | 5  | Taylor Barnard     | McLaren-Nissan     | 1:24.879 |
| 7   | 37 | Nick Cassidy       | Jaguar             | 1:25.073 |
| 8   | 33 | Dan Ticktum        | Cupra Kiro-Porsche | 1:25.075 |
| 9   | 25 | Jean-Éric Vergne   | DS                 | 1:25.136 |
| 10  | 8  | Sam Bird           | McLaren-Nissan     | 1:25.328 |
| 11  | 7  | Maximilian Günther | DS                 | 1:25.552 |

### Knockoutfase
De combinatie letter/cijfer staat voor de groep waarin de betreffende coureur uitkwam en de positie die hij in deze groep behaalde.
|  | Kwartfinale            | Kwartfinale            |             |          | Halve finale | Halve finale |  |  | Finale | Finale |
|  |                        |                        |             |          |              |              |  |  |        |        |
|  |                        |                        |             |          |              |              |  |  |        |        |
|  | A3-A2                  |                        |             |          |              |              |  |  |        |        |
|  |                        |                        |             |          |              |              |  |  |        |        |
|  | Jake Dennis            | 1:23.000               |             |          |              |              |  |  |        |        |
|  | Jake Dennis            | 1:23.000               | K1-K2       |          |              |              |  |  |        |        |
|  | Stoffel Vandoorne      | 1:23.566               |             |          |              |              |  |  |        |        |
|  | Stoffel Vandoorne      | 1:23.566               | Jake Dennis | 1:23.197 |              |              |  |  |        |        |
|  | A4-A1                  |                        | Jake Dennis | 1:23.197 |              |              |  |  |        |        |
|  |                        | António Félix da Costa | 1:23.218    |          |              |              |  |  |        |        |
|  | David Beckmann         | António Félix da Costa | 1:23.218    | 1:24.479 |              |              |  |  |        |        |
|  | David Beckmann         |                        | H1-H2       | 1:24.479 |              |              |  |  |        |        |
|  | António Félix da Costa | 1:23.229               |             |          |              |              |  |  |        |        |
|  | António Félix da Costa | 1:23.229               | Jake Dennis | 1:23.166 |              |              |  |  |        |        |
|  | B3-B2                  |                        | Jake Dennis | 1:23.166 |              |              |  |  |        |        |
|  |                        | Norman Nato            | 1:23.037    |          |              |              |  |  |        |        |
|  | Norman Nato            | Norman Nato            | 1:23.037    | 1:23.030 |              |              |  |  |        |        |
|  | Norman Nato            | K3-K4                  |             | 1:23.030 |              |              |  |  |        |        |
|  | Lucas di Grassi        | 1:23.743               |             |          |              |              |  |  |        |        |
|  | Lucas di Grassi        | 1:23.743               | Norman Nato | 1:23.094 |              |              |  |  |        |        |
|  | B4-B1                  |                        | Norman Nato | 1:23.094 |              |              |  |  |        |        |
|  |                        | Robin Frijns           | 1:23.389    |          |              |              |  |  |        |        |
|  | Nyck de Vries          | Robin Frijns           | 1:23.389    | 1:23.252 |              |              |  |  |        |        |
|  | Nyck de Vries          |                        |             | 1:23.252 |              |              |  |  |        |        |
|  | Robin Frijns           | 1:23.120               |             |          |              |              |  |  |        |        |
|  | Robin Frijns           | 1:23.120               |             |          |              |              |  |  |        |        |

### Startopstelling
| Pos | No | Coureur                | Team               |
| --- | -- | ---------------------- | ------------------ |
| 1   | 17 | Norman Nato            | Nissan             |
| 2   | 27 | Jake Dennis            | Andretti-Porsche   |
| 3   | 13 | António Félix da Costa | Porsche            |
| 4   | 4  | Robin Frijns           | Envision-Jaguar    |
| 5   | 21 | Nyck de Vries          | Mahindra           |
| 6   | 2  | Stoffel Vandoorne      | Maserati           |
| 7   | 11 | Lucas di Grassi        | Lola-Yamaha-ABT    |
| 8   | 3  | David Beckmann         | Cupra Kiro-Porsche |
| 9   | 1  | Pascal Wehrlein        | Porsche            |
| 10  | 48 | Edoardo Mortara        | Mahindra           |
| 11  | 5  | Taylor Barnard         | McLaren-Nissan     |
| 12  | 16 | Sébastien Buemi        | Envision-Jaguar    |
| 13  | 37 | Nick Cassidy           | Jaguar             |
| 14  | 9  | Mitch Evans            | Jaguar             |
| 15  | 33 | Dan Ticktum            | Cupra Kiro-Porsche |
| 16  | 23 | Oliver Rowland         | Nissan             |
| 17  | 25 | Jean-Éric Vergne       | DS                 |
| 18  | 51 | Nico Müller            | Andretti-Porsche   |
| 19  | 8  | Sam Bird               | McLaren-Nissan     |
| 20  | 22 | Zane Maloney           | Lola-Yamaha-ABT    |
| 21  | 55 | Jake Hughes            | Maserati           |
| 22  | 7  | Maximilian Günther     | DS                 |

## Race
| Pos | No | Coureur                | Team               | Rondes | Tijd/Oorzaak uitval | Grid | Punten |
| --- | -- | ---------------------- | ------------------ | ------ | ------------------- | ---- | ------ |
| 1   | 1  | Pascal Wehrlein        | Porsche            | 26     | 1:04:19.723         | 9    | 26     |
| 2   | 11 | Lucas di Grassi        | Lola-Yamaha-ABT    | 26     | +5.619              | 7    | 18     |
| 3   | 13 | António Félix da Costa | Porsche            | 26     | +6.084              | 3    | 15     |
| 4   | 51 | Nico Müller            | Andretti-Porsche   | 26     | +8.447              | 18   | 12     |
| 5   | 48 | Edoardo Mortara        | Mahindra           | 26     | +9.070              | 10   | 10     |
| 6   | 17 | Norman Nato            | Nissan             | 26     | +9.881              | 1    | 11     |
| 7   | 33 | Dan Ticktum            | Cupra Kiro-Porsche | 26     | +10.033             | 15   | 6      |
| 8   | 4  | Robin Frijns           | Envision-Jaguar    | 26     | +10.142             | 4    | 4      |
| 9   | 27 | Jake Dennis            | Andretti-Porsche   | 26     | +10.329             | 2    | 2      |
| 10  | 23 | Oliver Rowland         | Nissan             | 26     | +10.925             | 16   | 1      |
| 11  | 21 | Nyck de Vries          | Mahindra           | 26     | +11.324             | 5    |        |
| 12  | 25 | Jean-Éric Vergne       | DS                 | 26     | +11.496             | 17   |        |
| 13  | 16 | Sébastien Buemi        | Envision-Jaguar    | 26     | +11.868             | 12   |        |
| 14  | 2  | Stoffel Vandoorne      | Maserati           | 26     | +12.159             | 6    |        |
| 15  | 37 | Nick Cassidy           | Jaguar             | 26     | +12.326             | 13   |        |
| 16  | 9  | Mitch Evans            | Jaguar             | 26     | +12.704             | 14   |        |
| 17  | 7  | Maximilian Günther     | DS                 | 26     | +13.592             | 22   |        |
| 18  | 8  | Sam Bird               | McLaren-Nissan     | 26     | +13.780             | 19   |        |
| 19  | 22 | Zane Maloney           | Lola-Yamaha-ABT    | 26     | +15.799             | 20   |        |
| 20  | 5  | Taylor Barnard         | McLaren-Nissan     | 26     | +17.729             | 11   |        |
| NC  | 3  | David Beckmann         | Cupra Kiro-Porsche | 21     | +5 ronden           | 8    |        |
| DNF | 55 | Jake Hughes            | Maserati           | 19     | Ongeluk             | 21   |        |

## Tussenstanden wereldkampioenschap

### Coureurs
| Positie | No. | Rijder                 | Team             | Punten |
| ------- | --- | ---------------------- | ---------------- | ------ |
| 01      | 23  | Oliver Rowland         | Nissan           | 69     |
| 02      | 13  | António Félix da Costa | Porsche          | 54     |
| 03      | 1   | Pascal Wehrlein        | Porsche          | 51     |
| 04      | 5   | Taylor Barnard         | McLaren-Nissan   | 51     |
| 05      | 7   | Maximilian Günther     | Mahindra         | 37     |
| 06      | 55  | Jake Hughes            | Maserati         | 27     |
| 07      | 27  | Jake Dennis            | Andretti-Porsche | 27     |
| 08      | 21  | Nyck de Vries          | Mahindra         | 27     |
| 09      | 25  | Jean-Éric Vergne       | DS               | 26     |
| 10      | 9   | Mitch Evans            | Jaguar           | 25     |

### Teams
| Positie | Team               | Punten |
| ------- | ------------------ | ------ |
| 01      | Porsche            | 105    |
| 02      | Nissan             | 80     |
| 03      | McLaren-Nissan     | 67     |
| 04      | DS                 | 63     |
| 05      | Mahindra           | 51     |
| 06      | Maserati           | 43     |
| 07      | Andretti-Porsche   | 41     |
| 08      | Jaguar             | 35     |
| 09      | Lola-Yamaha-ABT    | 18     |
| 10      | Cupra Kiro-Porsche | 12     |

### Constructeurs
| Pos. | Constructeur | Punten |
| ---- | ------------ | ------ |
| 01   | Nissan       | 146    |
| 02   | Porsche      | 120    |
| 03   | Stellantis   | 85     |
| 04   | Mahindra     | 68     |
| 05   | Jaguar       | 67     |
| 06   | Lola-Yamaha  | 19     |